# Callensburg
Callensburg és una població dels Estats Units a l'estat de Pennsilvània. Segons el cens del 2000 tenia 224 habitants.

## Demografia
Segons el cens del 2000, Callensburg tenia 224 habitants, 96 habitatges, i 54 famílies. La densitat de població era de 576,6 habitants per quilòmetre quadrat.
Dels 96 habitatges en un 26% hi vivien nens de menys de 18 anys, en un 46,9% hi vivien parelles casades, en un 7,3% dones solteres, i en un 43,8% no eren unitats familiars. En el 34,4% dels habitatges hi vivien persones soles el 17,7% de les quals corresponia a persones de 65 anys o més que vivien soles. El nombre mitjà de persones vivint en cada habitatge era de 2,33 i el nombre mitjà de persones que vivien en cada família era de 3,2.
Per edats la població es repartia de la següent manera: un 22,8% tenia menys de 18 anys, un 11,6% entre 18 i 24, un 27,2% entre 25 i 44, un 25,4% de 45 a 60 i un 12,9% 65 anys o més.
L'edat mediana era de 37 anys. Per cada 100 dones de 18 o més anys hi havia 92,2 homes.
La renda mediana per habitatge era de 28.000 $ i la renda mediana per família de 37.083 $. Els homes tenien una renda mediana de 29.375 $ mentre que les dones 19.583 $. La renda per capita de la població era de 13.654 $. Entorn del 17,3% de les famílies i el 24,3% de la població estaven per davall del llindar de pobresa.

## Poblacions més properes
El següent diagrama mostra les poblacions més properes.